# 石井亮一
石井 亮一（いしい りょういち、慶応3年5月25日（1867年6月27日） - 昭和12年（1937年）6月14日）は、明治時代から昭和時代初期にかけての心理学者・教育学者・社会事業家である。位階勲等は、従六位勲六等。
日本における知的障害児者教育・福祉の創始者として知られ、現在の社会福祉法人滝乃川学園および公益財団法人日本知的障害者福祉協会の創設者でもある。
「日本の知的障害児者教育・福祉の父」と称され、石井の業績は、知的障害児者教育・福祉の嚆矢として、現代に至るまで極めて高い評価を受けている。石井がいなければ、日本の知的障害に関する研究は、大幅に遅れていたと言われている。また、この障害を抱える多く人々にとって、それは不治の障害ではなく、発達の遅滞であるということを日本で初めて主張し、彼らへの教育や治療の必要性を訴えた。
妻は近代女子教育の先駆者の一人・石井筆子である。

## 経歴

### 生い立ち
石井亮一は、1867年（慶応3年）、現在の佐賀県佐賀市水ヶ江において誕生した。父・佐賀藩士石井雄左衛門忠泰（ただやす）、母・馨子（けいこ）の六男である。生家の石井家は、佐賀藩主・鍋島家の藩祖以来の外戚家門として知られ、亮一の祖父・石井又右衛門忠驍（ただたけ）は、第9代藩主・鍋島斉直のもとで家老格として仕えた重臣であった。父・忠泰も文武に優れた藩吏であった。亮一の幼少時、一家は役宅として佐賀城内に屋敷を与えられ、そこに住んでいたという。
亮一は幼少時より、秀才と評判の少年であったが、体が丈夫ではなかったため、父の意向で藩主の侍医をつとめた大須賀家の養子となり、しばらくは大須賀姓を名乗っていた。その後、佐賀県立佐賀中学校に進み、在学中、旧藩主・鍋島家の奨学生に選抜され、科学者を目指して工部大学校（現・東京大学工学部）を受験した。しかし、身体検査で不合格になってしまう。科学者への夢を諦められない亮一は、コロンビア大学への留学に志望を切り替え、英語習得のために、1884年（明治17年）立教大学校（現・立教大学）に入学した。

### 女子教育者へ
亮一は立教大学校在学中に、創立者・チャニング・ウィリアムズ聖公会主教と深い師弟関係を築いて、その教えに感銘を受けた。そして1887年（明治20年）に受洗し、キリスト教徒となる。
また当時の日本では国粋主義が拡がり、欧化主義への反発が生じる社会情勢となるが、立教大学校では学則があまりにも外国的で、学校運営が外国人主導で、学生の希望が反映されていないとの改革運動が、石井に加え、小林彦五郎、、早川喜四郎、杉浦貞二郎、岩佐琢蔵、阪井徳太郎ら在学生たちから起こった。名出保太郎、杉浦義道、皆川晁雄ら東京三一神学校（現・聖公会神学院）の学生もこの運動を支援した。彼らは改革のため、大阪・泰西学館教頭の左乙女豊秋を招聘することを決め、杉浦義道がジェームス・ガーディナー校長と交渉し、石井が大阪で左乙女にこれらを伝えた
1890年（明治23年）に立教大学校を卒業後、留学のための身体検査でまたしても不合格となり、結局、留学を諦めざるを得なかった。亮一は、母校の付属校であった立教女学校に奉職することになり、教諭に就任。その後、まもなくして同1890年（明治23年）に24歳で教頭に就任して、学校改革に勤しんだ。
教頭在職中、濃尾大地震が発生する。被災地で親を失った多数の孤児が発生し、その中でも少女たちが人身売買の被害を受けていることに大きな衝撃を受ける。「女子に性の尊さを知らせずして何が女子教育だ」と義憤を感じ、急遽、現地に出張。現地で岡山孤児院の石井十次と合流し、ともに孤児の救済にあたった。
被災地で保護した20名余の女子の孤児（孤女）を引き取って、私財を拠出し、聖公会からの義援金を加え、荻野吟子女医の自宅を借り受けて、聖三一孤女学院を開設し、孤女を収容し、彼女たちへの教育を開始した。学院は幼稚園、小学部、高等女学校部を設置して、孤女の教育に精励した。1891年のことであった。

### 知的障害児教育へ
亮一が保護した孤女の中に、知的な発達の遅れが認められる女児が2名いた。石井は彼女たちに深い関心を抱くが、当時の日本において、これらの問題に対する処置や研究はまったくおこなわれておらず、「白痴」と呼ばれて人権侵害が甚だしい状態であった。亮一は、この問題に取り組むことを決意し、2度にわたり渡米し、米国各地の大学・図書館で研究に勤しみ、知的障害児教育の学祖エドゥワール・セガン(英語版)の未亡人から生理学的教育法を学ぶ。また、ヘレン・ケラーとも会見し、知的障害や特殊な障害についての見識を深める。帰国後、留学成果を実践するため、聖三一孤女学院を在地に因んで滝乃川学園と改称・改組して、知的障害者教育の専門機関とする。「学園」と名のついた組織は滝乃川学園以前には存在しておらず、滝乃川学園が「学園」の発祥とされるが、渡米した亮一が視察した知的障害者学校の庭が緑豊かなガーデンだったことから「学園」と名付けたと言われている。

### 滝乃川学園の経営
知的障害児教育・福祉の専門機関となった滝乃川学園は、園児・園生への教育機能の他、成人した園生の就業場所の確保、学園の財政基盤の確立のため、農場や印刷所などの事業部門が設置された他、研究所や保母養成所なども相次いで設置され、総合福祉施設としての展開をみた。一方、常に財政問題を抱え、運営は厳しかった。
亮一は、妻帯して実子ができたら孤児への愛情が薄れるのを恐れて未婚であったが、36歳の時、旧知の間柄で、学園の支援者でありかつ園児の保護者でもあった渡辺筆子未亡人と結婚する。筆子は、男爵渡辺清の長女で、東京女学校を卒業した才色兼備の女性であった。筆子は、欧州への留学経験があり、華族女学校（後の女子学習院）の教諭をつとめ、静修女学校の校長も務める近代女子教育の先駆者であった。筆子の内助を得て、亮一の事業も益々発展していく。

### 危機を乗り越えて
滝乃川学園の運営は、いつまでたっても安定しなかった。1921年には、園児の失火により、園児数名が死亡する事故が起きる。亮一夫妻は責任を感じて学園の閉鎖を決意するが、貞明皇后をはじめ、心ある人々から激励と義援金を贈られ、事業の継続をあらためて決断する。支援者からは、事業の安定のため、学園の事業を財団法人化し、安定化を図ろうとの動きが活発化し、財界からは渋沢栄一が支援に乗り出した。渋沢は後に第3代理事長として、亮一の事業を援けることになる。
財団法人認可後も、依然として財政は厳しく、昭和恐慌の影響から莫大な負債を抱えることとなる。亮一は私財をほとんど学園に寄付し、石井家はもはや破産状態であった。そのうえ、亮一を支えてきた渋沢も没し、学園の運営はさらなる困難を迎えることとなる。
そのような中でも、亮一の業績や、学園の事業への評価は益々高まり認知されており、亮一も晩年は東京府児童研究所長等の公職にも推挙され、1934年には、現在の日本知的障害者福祉協会を創設し、推されて初代会長に就任した。
1937年（昭和12年）、体調を崩しながらも、激務をこなしていた。秩父宮雍仁親王夫妻が学園に来訪し、夫妻は亮一の体調を気にかけ労いの言葉をかけた。しかし、6月14日死去した。遺体は亮一の遺言により、献体された。
滝乃川学園の事業は妻の筆子が継承し、第2代学園長に就任した。

## 人物
- 石井は、立教大学に入学し、大学付属の寄宿舎に入った。「新入生に良さそうな青年が来た」と先輩の学生たちが、入舎した亮一を早速取り囲んで、聖書の説教をはじめた。先輩の一人が「神よこの者の罪を許し給え」と言った途端、亮一は「なんだ、失敬ではないか。私は罪など犯していない」と怒り出し、そのまま荷物をまとめて寄宿舎を出ていってしまい、大学の近隣に下宿を借りて移り住んでしまったという。
- 数々の名言を残しているが、ことに有名な言葉が、「人は、誰かを支えている時には、自分のことばかり考えるけれど、実は相手からどれだけ恵みをもらっているかは、気づかないものだよ。」というものである。
- 日本の知的障害児者教育は亮一が日本で初めて取り組んだものであったため、当時、国内にはその分野に関する研究書は皆無であった。亮一は、その分野の洋書を多数収集していたため、洋書輸入販売業の丸善に頻繁に通っていた。丸善にとっては常連顧客であった。かつて、丸善には書店に併設された風月堂の喫茶室があったというが、これは亮一が当時の丸善社長に提案したものだといわれている。

## 役職
- 東京府児童研究所長
- 日本精神薄弱児愛護協会（現・公益財団法人日本知的障害者福祉協会）創設者・初代会長
- 財団法人藤倉学園（現・社会福祉法人藤倉学園）理事
- 財団法人立教学院評議員
- 立教女学校（現・学校法人立教女学院）教育顧問
- 東京府少年鑑別所少年鑑別委員
- 東京府児童鑑別委員

## 関連映画
2007年、現代ぷろだくしょんの山田火砂子監督により、石井亮一の妻石井筆子の生涯が『筆子・その愛 -天使のピアノ-』という作品で映画化された。主演の筆子役には常盤貴子、亮一役には市川笑也が起用された。

## 関連人物
- 渋沢栄一：渋沢財閥の総帥。滝乃川学園初代理事長をつとめる。
- 勝海舟：旧幕臣。伯爵。滝乃川学園草創期から亮一・筆子夫妻を支援する。
- 島崎藤村：作家。滝乃川学園の支持者。
- 中村不折：書家。亮一の友人。

## 石井亮一に関する文献
- 津曲裕次（長崎純心大学教授、筑波大学名誉教授）著 『石井亮一』シリーズ福祉に生きる51（青空社）
- 津曲裕次編『石井亮一と滝乃川学園』（滝乃川学園）